# Klara Doktorow
Klara Betty Lovisa Doktorow, tidigare Svensson, född 21 augusti 1985, är en svensk mediepersonlighet och tidigare programledare på Vakna med NRJ.

## Biografi
Klara Doktorow växte upp innanför ringmuren i Visby på Gotland och började med radiosändningar på Sveriges Radios lokalkanal P4 Gotland. Hon flyttade till Stockholm från Gotland 2008 för att praktisera på bröderna Alex och Calle Schulmans nystartade webbsatsning 1000apor. Efter några månader fick hon titeln redaktör och blev 2011 ansvarig för SVT Nöjes olika digitala produktioner, intern TV-utveckling, samt satt i styrgruppen för Melodifestivalen.
Senare har hon arbetat med TV-utveckling på bland annat Filip och Fredriks produktionsbolag Nexiko, och varit stående medlem i Sexpanelen, ett fast inslag i deras TV-program Breaking News. Tillsammans med Sofi Fahrman och Tove Norström driver hon poddcasten Trettio plus trevar. Våren 2019 ersatte hon Malin Gramer i morgonprogrammet Vakna med NRJ, som hon sände tillsammans med  Messiah Hallberg och Adam Alsing. År 2021 sa Doktorow och Hallberg upp sig från kanalen och började istället sända den dagliga nyhetspodcasten The Daily Messiah tillsammans med John Willander Lambrell.
I andra säsongen av frågesportprogrammet Alla mot alla med Filip och Fredrik, som visades hösten 2019, deltog hon i par med Mikael Sandström.
Tillsammans med psykologen Veronika Palm har hon givit ut boken Relationsbibeln: för er som vill hålla ihop länge, som är en självhjälpsbok för par.
År 2023 deltog hon i TV-programmet Underdogs på SVT. Samma år blev hon stormästare i svenska Jeopardy.
Sedan 2023 driver hon podden Tabberaset tillsammans med Frida Lund.

## Privatliv
Klara Doktorow hade ett förhållande med komikern David Sundin under första halvan 2010-talet och de har ett barn tillsammans. De träffades när de båda hade uppdrag på 1000apor. Tillsammans med maken Kjell Doktorow har hon två barn.